# Перелік ударів по житловій забудові під час російського вторгнення (травень 2022)
Удари по житловій забудові України під час російсько-української війни — воєнний злочин, скоєний російськими військовими під час повномасштабного військового вторгнення в Україну.
У переліку подано інформацію про удари по житловій та громадській забудові яка була опублікована у відкритих джерелах. Подано інформацію про атаки протягом травня 2022 року.

## Загальна інформація
Згідно моніторингової місії ООН з прав людини в Україні відомо про 589 загиблих цивільних українців протягом травня 2022 року.

### Руйнування населених пунктів прилеглих до лінії зіткнення
У населених пунктах які знаходяться біля лінії бойового зіткнення, постійно відбуваються обстріли житлової та іншої цивільної забудови (у тому числі медичних установ, навчальних закладів, комерційної забудови). Впродовж травня 2022 року, обстріли відбувалися вздовж прикордонних громад Чернігівщини, Сумщини, та Харківщини, а також громад Запорізької, Дніпропетровської, Херсонської та Миколаївської областей із використанням ракет, безпілотників, мінометів, артилерії, реактивних систем залпового вогню, вогнем бронетехніки та стрілецької зброї.
Вздовж державного кордону:
- У Чернігівській області — Корюківська, Новгород-Сіверська, Семенівська, Сновська громади.
- У Сумській області — Білопільська, Великописарівська, Глухівська, Краснопільська, Миропільська, Новослобідська, Путивльська, Хотінська, Юнаківська громади.
- У Харківській області — Вільхуватська, Вовчанська, Дворічанська, Дергачівська, Золочівська, Липецька громади

Між тимчасово окупованою територією:
- У Харківській області — Борівська, Дворічанська, Ізюмська, Кіндрашівська, Куп'янська, Курилівська, Оскільська, Петропавлівська громади
- У Луганській області — Красноріченська, Лисичанська громади
- У Донецькій області — Званівська, Сіверська громади
- У Запорізькій області —
- У Херсонській області —
- У Миколаївській області —

## Перелік
Червоним кольором позначені атаки у яких відомо про загибель людей.
| дата і місце | дата і місце                  | дата і місце                  | тип зброї          | подробиці атаки, жертви (загиблі/поранені)                                           | подробиці атаки, жертви (загиблі/поранені) |
| ------------ | ----------------------------- | ----------------------------- | ------------------ | ------------------------------------------------------------------------------------ | ------------------------------------------ |
| 02/05        | Одеса                         | Одеса                         | ракетний удар      | релігійна споруда                                                                    | —                                          |
| 05/05        | Донецька обл., Краматорськ    | Донецька обл., Краматорськ    | ракетний удар      | цивільна інфраструктура                                                              | 0/25                                       |
| 07/05        | Луганська обл., Білогорівка   | Луганська обл., Білогорівка   | авіабомбовий удар  | влучання у приміщення школи                                                          | 60+/?                                      |
| 07/05        | Донецька обл., Краматорськ    | Донецька обл., Краматорськ    | ракетний удар      | цивільна інфраструктура                                                              | 0/2                                        |
| 08/05        | Одеська обл., Одеський р-н    | Одеська обл., Одеський р-н    | ракетний удар      | критична та цивільна інфраструктура                                                  | —                                          |
| 09/05        | Одеса                         | Одеса                         | Х-22               | торговий центр Riviera                                                               | 1/5                                        |
| 09/05        | Донецька обл., Адамівка       | Донецька обл., Адамівка       | ракетний удар      | влучання у скит Святителя Іоана Шанхайського Свято-Успенської Святогірської лаври    | —                                          |
| 09/05        | Донецька обл., Долина         | Донецька обл., Долина         | авіабомбовий удар  | влучання у Свято-Георгіївський скит Свято-Успенської Святогірської лаври             | —                                          |
| 12/05        | Харківська обл., Шебелинка    | Харківська обл., Шебелинка    | артобстріл         | російський снаряд влучив у ангарну будівлю                                           | 3/5                                        |
| 12/05        | Харківська обл., Дергачі      | Харківська обл., Дергачі      | артобстріл         | пошкоджені гуманітарний штаб, РАЦС, лікарня, поліклініка, відділення швидкої         | 2/4                                        |
| 12/05        | Харків                        | Харків                        | ракетний удар      | відомо про ракетний удар                                                             | —                                          |
| 12/05        | Харківська обл., Уди          | Харківська обл., Уди          | РСЗВ, артобстріл   | обстріл населеного пункту з різних видів зброї, ушкодження житлової забудови         | —                                          |
| 13/05        | Харківська обл., Дергачі      | Харківська обл., Дергачі      | ракетний удар      | цивільна інфраструктура                                                              | —                                          |
| 16/05        | Луганська обл., Сєвєродонецьк | Луганська обл., Сєвєродонецьк | артобстріл         | відомо про щонайменше 10 загиблих від обстрілів міста, в тому числі корпусів лікарні | 10/2+                                      |
| 16/05        | Одеська обл., Кароліно-Бугаз  | Одеська обл., Кароліно-Бугаз  | ракетний удар      | ракетний удар по базі відпочинку із цивільними всередині                             | 0/4                                        |
| 18/05        | Миколаїв                      | Миколаїв                      | ракетний удар      | цивільна інфраструктура                                                              | —                                          |
| 19/05        | Донецька обл., Бахмут         | Донецька обл., Бахмут         | ракетний удар      | цивільна інфраструктура                                                              | —                                          |
| 20/05        | Харківська обл., Лозова       | Харківська обл., Лозова       | ракетний удар      | будинок культури                                                                     | —                                          |
| 21/05        | Херсонська обл., Білозерка    | Херсонська обл., Білозерка    | касетні боєприпаси | обстріл житлових кварталів                                                           | 3+/10                                      |
| 23/05        | Харківська обл., Мерефа       | Харківська обл., Мерефа       | ракетний удар      | цивільна інфраструктура                                                              | —                                          |
| 25/05        | Запоріжжя                     | Запоріжжя                     | ракетний удар      | цивільна інфраструктура                                                              | 1/3                                        |
| 25/05        | Сумська обл., Краснопілля     | Сумська обл., Краснопілля     | ракетний удар      | цивільна інфраструктура                                                              | —                                          |
| 25/05        | Донецька обл., Краматорськ    | Донецька обл., Краматорськ    | ракетний удар      | цивільна інфраструктура                                                              | —                                          |
| 30/05        | Миколаївська обл., Новий Буг  | Миколаївська обл., Новий Буг  | Точка-У            | цивільна інфраструктура                                                              | 0/2                                        |
| 31/05        | Донецька обл., Словʼянськ     | Донецька обл., Словʼянськ     | ракетний удар      | цивільна інфраструктура                                                              | 3/6                                        |
| 31/05        | Донецька обл., Авдіївка       | Донецька обл., Авдіївка       | ракетний удар      | цивільна інфраструктура                                                              | —                                          |